# بردسة
البردسة (بالإنجليزية: Braxy)‏ هو مرض يسبب الموت المفاجئ في الأغنام، تسببه بكتيريا المطثية المنتنة.
تحدث البردسة عادة في فصل الشتاء عندما تأكل الأغنام جذور المحاصيل المتجمدة أو العشب المكسو بالجليد. تسبب الأعلاف المتجمدة تلف لغشاء المنفحة المخاطي (البطانة) مما يسمح للمطثية المنتنة بالدخول والتسبب في التهاب المنفحة وتجرثم دم قاتل.
أكثر الحالات شيوعًا هي الأغنام الصغيرة غير المحمية باللقاح فإذا لم يتم العثور عليها ميتة تكون بها أعراض ألم البطن والاستلقاء. ليس هناك علاج وتموت الأغنام في غضون 36 ساعة من ظهور العلامات. وغالبا ما تتحلل جثة الأغنام التي ماتت بالبردسة بسرعة أكبر من المتوقع.
تاريخيا، يشار أيضا إلى لحم الضأن القادم من أغنام متضررة باسم البردسة.
تم تطوير لقاح ضد البردسة في معهد موريدان للأبحاث في اسكتلندا من قبل جون رسل جريج.
تم الإبلاغ عن المرض في أوروبا (خاصة في آيسلندا والنرويج والمملكة المتحدة) وأستراليا والولايات المتحدة.